# 村山千夏
村山 千夏（むらやま ちなつ、1974年8月20日 - ）は、日本の剣道家（教士七段）。剣道日本代表。

## 人物
新潟県新潟市出身。山形県立左沢高等学校（1993年卒業）を経て筑波大学卒業。
小学1年生の時に松浜少年剣道スポーツ少年団に入団し剣道を始める。
筑波大学卒業後、埼玉県警察に奉職。

## 実績
2007年には彩の国功労賞を受賞。
- 全日本女子剣道選手権大会

　優勝5回（平成17年から平成19年まで3連覇、平成21年・平成23年）、2位、3位。（16回出場）
- スポーツアコード武術大会（コンバットゲームズ）

　2010年北京大会：女子特別招待選抜個人戦優勝
- 世界大会

　2003年イギリス大会：団体優勝（中堅）
　2009年ブラジル大会：団体優勝（中堅）、個人戦出場（予選リーグ敗退）
- 全日本東西対抗大会

　出場
- 全日本都道府県対抗大会

　2位、3位
- 全国警察選手権大会

　優勝（1回）（2006年）、第3位（2回）
- 国体

　2004年彩の国まごころ国体：団体優勝